# برکن (اوهایو)
برکن (به انگلیسی: Brecon) یک منطقهٔ مسکونی در ایالات متحده آمریکا است که در شهرستان همیلتون، اوهایو واقع شده‌است. برکن ۱٫۴ کیلومتر مربع مساحت و ۲۴۴ نفر جمعیت دارد و ۲۶۵٫۱۸ متر بالاتر از سطح دریا واقع شده‌است.